# کاغذ (فیلم ۲۰۱۰)
«کاغذ» (به زبان ترکی استانبولی: Kağıt) یک فیلم سینمایی کمدی و درام ترکی به کارگردانی و نویسندگی سینان چتین محصول سال ۲۰۱۰ است که داستان کارگردان جوانی را در تلاش برای ساخت اولین فیلم خود روایت می‌کند. این فیلم که در ۱۴ ژانویه ۲۰۱۱ در سراسر ترکیه به نمایش عمومی درآمد و برای اولین بار در چهل و هفتمین جشنواره بین‌المللی فیلم نارنجی طلایی آنتالیا (۹ تا ۱۴ اکتبر ۲۰۱۰) به رقابت پرداخت. کارگردان در دوازدهمین جشنواره بین‌المللی فیلم داکا جایزه بهترین کارگردانی را از آن خود کرد.